# 青岛国际帆船周·海洋节
青岛国际帆船周·海洋节（英語：Qingdao International Sailing Week & Ocean Festival）是由国家体育总局、国家旅游局、海军司令部和青岛市人民政府联合在中华人民共和国山东省青岛市主办的一项节日庆典，是中国惟一一个以海洋和帆船为主题的节庆活动。首届青岛国际海洋节于1995年举行，青岛国际帆船周创办于2009年，后每年各举办一次，通常包括一系列的文体活动。2014年两节正式合并。节庆活动通常在青岛奥帆中心举办。